# Siglistorf
Siglistorf est une commune suisse du canton d'Argovie, située dans le district de Zurzach.